# Leucos
Leucos (Heckel, 1843) è un genere di pesci ossei d'acqua dolce appartenenti alla famiglia Cyprinidae.

## Distribuzione e habitat
Le specie sono diffuse in Italia settentrionale (L. aula), Grecia (L. panosi e L. ylikiensis) e parte occidentale della penisola Balcanica (L. albus e L. basak).
Vivono tipicamente in acque ferme o a debole corrente e ricche di vegetazione acquatica come canali, stagni o laghi.

## Tassonomia
Fino al 2014 era considerato sinonimo di Rutilus. Si ritiene, in base a dati molecolari, che le linee filetiche di Leucos e Rutilus si siano separate oltre 5 milioni di anni fa in corrispondenza della crisi di salinità del Messiniano. La principale differenza morfologica tra i due generi è la mancanza di tubercoli nuziali nei maschi adulti riproduttivi di Leucos. 

### Specie
Il genere comprende 5 specie:
- Leucos albus
- Leucos aula
- Leucos basak
- Leucos panosi
- Leucos ylikiensis